# Ermes Amilcare Zumino
Ermes Amilcare Zumino (Majano, 1894 – Tricesimo, 1938) è stato un poeta italiano.
Fu direttore didattico a Sedegliano, Gemona e Tricesimo.

## Biografia
Ufficiale degli Alpini durante la prima guerra mondiale nel 4º gruppo Alpini - Battaglione M. Arvenis - 1284 Compagnia Mitraglieri, partecipò ad azioni belliche in Val d'Astico, Val Posina, Vallagarina e alla marcia su Trento.
Nel 1922 pubblicò il libro di poesie "Foglie sparse", San Daniele del Friuli e nel 1928 "Il Naufragio", raccolta edita dalla "Casa dei Poeti" di Varese. Del 1931 è il suo poemetto "Patria", questo poemetto è stato recitato in diversi teatri dai Balilla e dalle Piccole Italiane.
Dal 1º settembre al 10 novembre 1927 fu comandato dal Ministero della Pubblica Istruzione presso l'Organizzazione dell'Alleanza Nazionale del Libro. Fu in quest'opera tra i collaboratori di Fedele e Alfieri, istituendo delegazioni scolastiche dell'Alleanza del libro in Italia.
Compose inoltre una favola musicata: "Il talismano di Pin", che venne eseguita nei teatri di Parma, al Puccini di Udine, nei teatri di Romagna e in altre regioni d'Italia e che ebbe un felice eco nella stampa, specialmente scolastica.
Lasciò a mezzo e inedita anche una favola da recitarsi da fanciulli attori e dei versi poetici inediti che scandì nella sua casa di Tricesimo, dove morì a causa di una patologia polmonare (polmone policistico) lasciando la moglie Mercedes Chiesa e la figlia di pochi anni Serena.
Fu ricordato dalla Società Filologica Friulana (30 settembre 1939 - XVII).